# Val Gunn
James Valdon (Val) Gunn (geb. Santa Fe, New Mexico, USA) ist ein US-amerikanischer American-Football-Trainer. Zuletzt war er Head Coach der Helvetic Mercenaries in der European League of Football (ELF).

## Leben
Gunn war Quarterback der Aggies an der Texas A&M University. Daneben spielte er auch Baseball.
Gunn arbeitete als Trainer verschiedener High-School- und College-Mannschaften. Seit 1997 arbeitete er immer wieder in Europa, zuerst bei den Oslo Vikings, mit denen er 1998 norwegischer Meister wurde. 2006 bis 2008 war er erneut für die Oslo Vikings tätig und arbeitete 2007 auch als Trainer der norwegischen Nationalmannschaft. Weitere Stationen in Europa waren die Aix-en-Provence Argonautes, Paderborn Dolphins, Devils Wroclaw 2013, Aquile Ferrara 2014 und die München Rangers 2016. Mit den Wroclaw Panthers wurde er 2019 polnischer Meister.
Im März 2021 übernahm er das Amt des Head Coach und das des General Managers der neu gegründeten Franchise Istanbul Rams in der ELF, die erstmals zur Saison 2022 an der Liga teilnahmen. Nach einem Saisonstart mit vier Niederlagen, in denen die Rams insgesamt bereits 172 Punkte zuließen und selbst nur 57 erzielten, trat Gunn von beiden Funktionen in Istanbul zurück.
2023 machte sich Gunn in Georgia als Unternehmensberater und Teamcoach selbständig. Im April 2024 wurde er als Head Coach der neu gegründeten Helvetic Mercenaries in der ELF vorgestellt. Am 11. Juli 2024 verließ er die Mercenaries aufgrund Unzufriedenheit mit dem Management. In seiner Zeit als Head Coach der Schweizer kam das Team auf fünf Niederlagen und einen Sieg. 
Im November 2024 wurde Gunn als Vice President Operations der Ohio Valley Ironmen in der 2025 startenden International Football Alliance vorgestellt.
Gunn schrieb mehrere Fantasy-Romane, darunter der 2011 veröffentlichte Roman In The Shadow of Swords. Gunn ist verheiratet und Vater von Drillingen.